# جردن والن
جردن والن (به انگلیسی: Jordan Walne) (زاده ۲۸ دسامبر ۱۹۹۲) بازیکن راگبی ۱۳ نفرهاهل انگلیس است که در لیگ ۲ برای Betfred بازی می‌کند. وی پیش از این در سوپر لیگ برای هال کینگستون روورز و شیاطین سرخ سلففورد بازی کرده بود.

## خانواده

### زندگی شخصی
او برادر فوتبالیست لیگ راگبی، آدام والن است.

## دوران حرفه ای

### در آغاز کار
او به عنوان شخص آماتور در لایلندرهای ویلرز مستقر در مالت کیلن فولد، لیلند بازی کرد.